# Oscar Dietz
Oscar Dietz (født 6. august 2000 i København) er en dansk skuespiller, dubber og sanger. Han er mest kendt for sin hovedrolle i familiefilmen Antboy fra 2013 og dens to efterfølgere.
I filmen Antboy spiller han den 12-årige dreng, Pelle Nørhmann, som har superhelte-alteregoet Antboy.
Han har også spillede et par teater- og musicalforestillinger, så som Peters Jul på Folketeatret og The King and I, Love Never Dies og Billy Elliot the Musical på Det Ny Teater, hvor han blandt andet spillede sammen med Carl Emil Lohmann og Nicolas Markovic. Dietz er udover dette blevet tildelt hovedrollen som Filip Engell i musical-opsætningen af Kenneth Bøgh Andersens fantasy-roman Djævelens lærling, som har premiere 1. november 2018.

## Filmografi
- Tad Stones - Den fortabte eventyrer - stemme, [hvilken?] (2012)
- Ernest & Celestine - stemme, [hvilken?] (2012)
- Antboy - Pelle Nørhmann/Antboy (2013)
- Hr. Peabody & Sherman - stemme, Sherman (2014)
- Sangen fra havet - stemme, Ben (2014)
- Antboy: Den Røde Furies hævn - Antboy (2014)
- Antboy 3 - Antboy (2016)
- Den lille vampyr - Anton (2017)
- Kometernes jul - Johannes (julekalender 2021)
- Min ven, Krokodillen - Lyle ( 2022 )

 Dette afsnit eller denne liste er kun påbegyndt. Hvis du ved mere om emnet, kan du hjælpe Wikipedia ved at tilføje mere.

## Teater
- The King and I, Det Ny Teater (2008)
- Himmelweg, Det Kongelige Teater (2009)
- Jul i Gammelby, Odense Teater (2010)
- Peters Jul - Peter, Folketeatret (2011)
- Love Never Dies - Gustave, Det Ny Teater (2012)
- Billy Elliot the Musical - Billy Elliot, Det Ny Teater (2015)
- Djævelens lærling - Filip Engell, Heltemus Production (1. november - 25. november 2018 på Refshaleøen, januar 2019 Herning, Aalborg, Århus, Esbjerg)